# Timo Mikkilä
Timo Mikkilä, född den 16 oktober 1912 i Lahtis, död den 18 januari 2006 i Helsingfors, var en finsk musiker (pianist) och pianolärare.

## Biografi
Mikkilä bedrev först studier privat åren 1928–30 och 1932 vid Helsingfors konservatorium under ledning av Martti Paavola. Han gjorde samma år sitt första framträdande i Helsingfors.
Mikkilä fortsatte sedan sin utbildning i Paris under flera år. Efter återkomsten till Finland undervisade han i pianospel vid Sibeliusakademin åren 1938–48. Under en senare period 1955–75 tjänstgjorde han där som professor i pianospel.
Mikkilä gjorde sig också känd som sångackompanjetör och konsertpianist. Han belönades 1953 med Pro Finlandia-medaljen.
Han är begravd på Sandudds begravningsplats i Helsingfors.